# Lovrečan (Ivanec)
Lovrečan is een plaats in de gemeente Ivanec in de Kroatische provincie Varaždin. De plaats telt 518 inwoners (2001).